# Out of Time Man
 (août 2012).
Si vous disposez d'ouvrages ou d'articles de référence ou si vous connaissez des sites web de qualité traitant du thème abordé ici, merci de compléter l'article en donnant les références utiles à sa vérifiabilité et en les liant à la section « Notes et références ».
Singles de Mano Negra
King Of Bongo
(1991) Don't Want You No More
(1991)
Out of Time Man est une chanson du groupe de rock alternatif français Mano Negra. Elle figure sur leur troisième album studio, King of Bongo sorti en 1991, et est sortie en tant que single de l'album la même année. Elle ne connaîtra, comme l'album, qu'un succès relativement discret.
L'instrumentation est composée d'un orgue, d'une guitare acoustique, d'une guitare basse et d'une batterie, auxquelles s'ajoutent des chœurs accompagnant la voix cassée de Manu Chao. Cette chanson demeure atypique par rapport à l'univers musical traditionnel du groupe, généralement hispanique, dérivant exceptionnellement pour ce titre vers un style plus swing et pop. 
Anglophone, la chanson relate les pensées d'un amoureux transi se rendant en retard à un rendez-vous galant, l'histoire étant explicitement illustrée dans le clip. Le clip a été tourné à Paris et plus particulièrement à la gare de Lyon. 
Une autre version de la chanson est sortie sur le Best Of 2005 dans un style bien plus rock.

## Reprises
Out of Time Man est reprise par le groupe Le Maximum Kouette sur l'album hommage Mano Negra Illegal (2001).
Mick Harvey enregistre également une version de la chanson pour son album Two of Diamonds (2007) ; cette réinterprétation est utilisée dans la bande son du premier épisode de la série télévisée américaine Breaking Bad  et dans le générique de fin de l'épisode 1 de la série télévisée the tourist.
La chanson est utilisée dans le film 14 ans, premier amour d'Andreï Zaïtsev.
La chanson est utilisée dans l'épisode 2 de la saison 3 de Narcos Mexico.
Cette chanson a été adaptée par le groupe polonais T.Love sous le titre Syn miasta (Le fils de la ville), lancée en 1994 sur leur album, I Love You. 